# Ґожислав (Західнопоморське воєводство)
Ґожислав (пол. Gorzysław, нім. Arnsberg) — село в Польщі, у гміні Тшеб'ятув Ґрифицького повіту Західнопоморського воєводства.
Населення — 135 осіб (2011).
У 1975-1998 роках село належало до Щецинського воєводства.

## Демографія
Демографічна структура станом на 31 березня 2011 року:
|          | Загалом | Допрацездатний вік | Працездатний вік | Постпрацездатний вік |
| -------- | ------- | ------------------ | ---------------- | -------------------- |
| Чоловіки | 69      | 16                 | 48               | 5                    |
| Жінки    | 66      | 16                 | 37               | 13                   |
| Разом    | 135     | 32                 | 85               | 18                   |